# Idiot (1910.)
Idiot (rus. Идиот) ruski je film redatelja Pjotra Čardinina.

## Radnja
Film je adaptacija romana Dostojevskog Idiot.

## Uloge
- Ljubov Varjagina
- Tatjana Šornikova
- Andrej Gromov
- Pavel Bibikov
- Arsenij Bibikov
- Antonina Požarskaja

## Vanjske poveznice
- Idiot na Kino Poisk